# Stora Södergatan

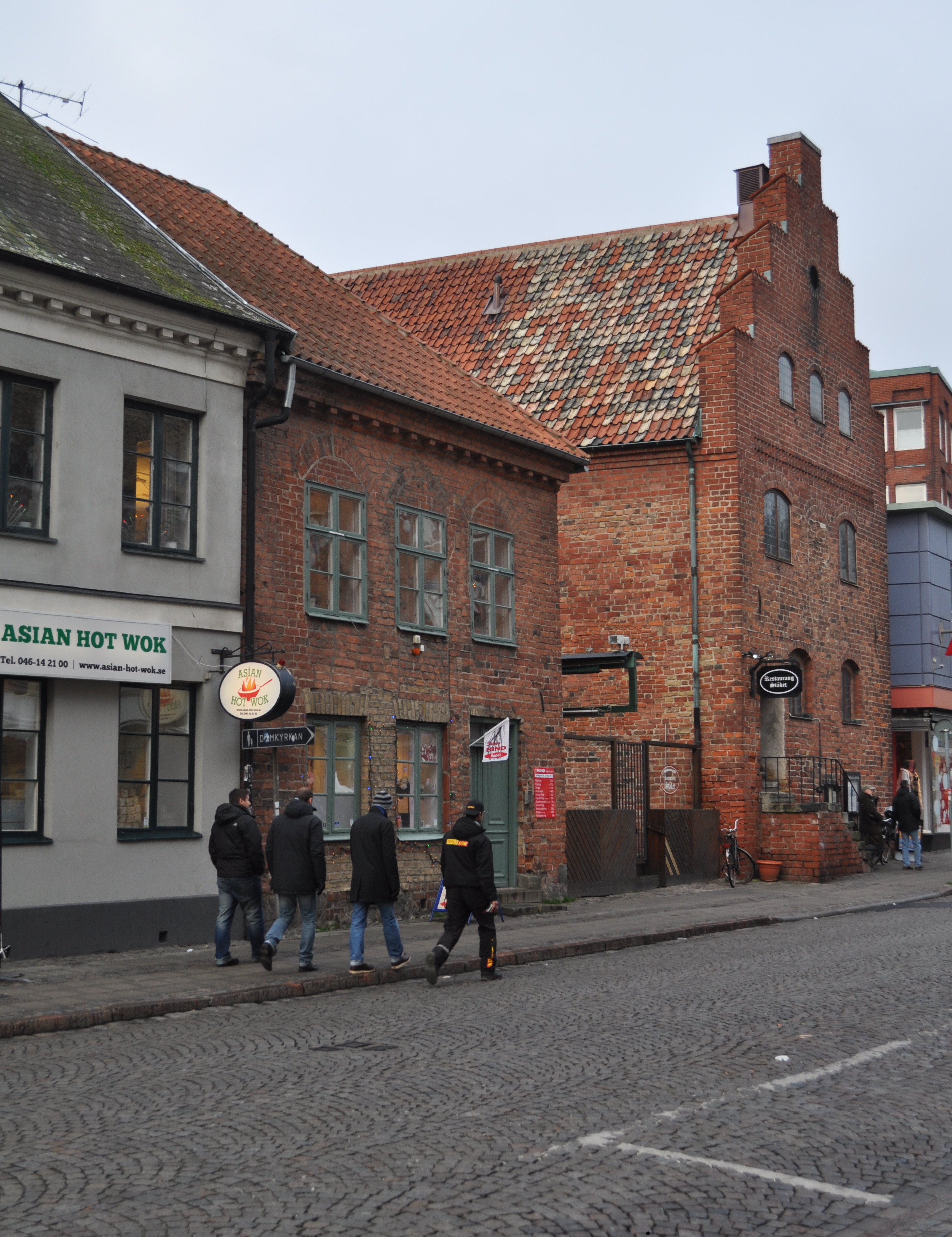
Stora Södergatan vid Stäket

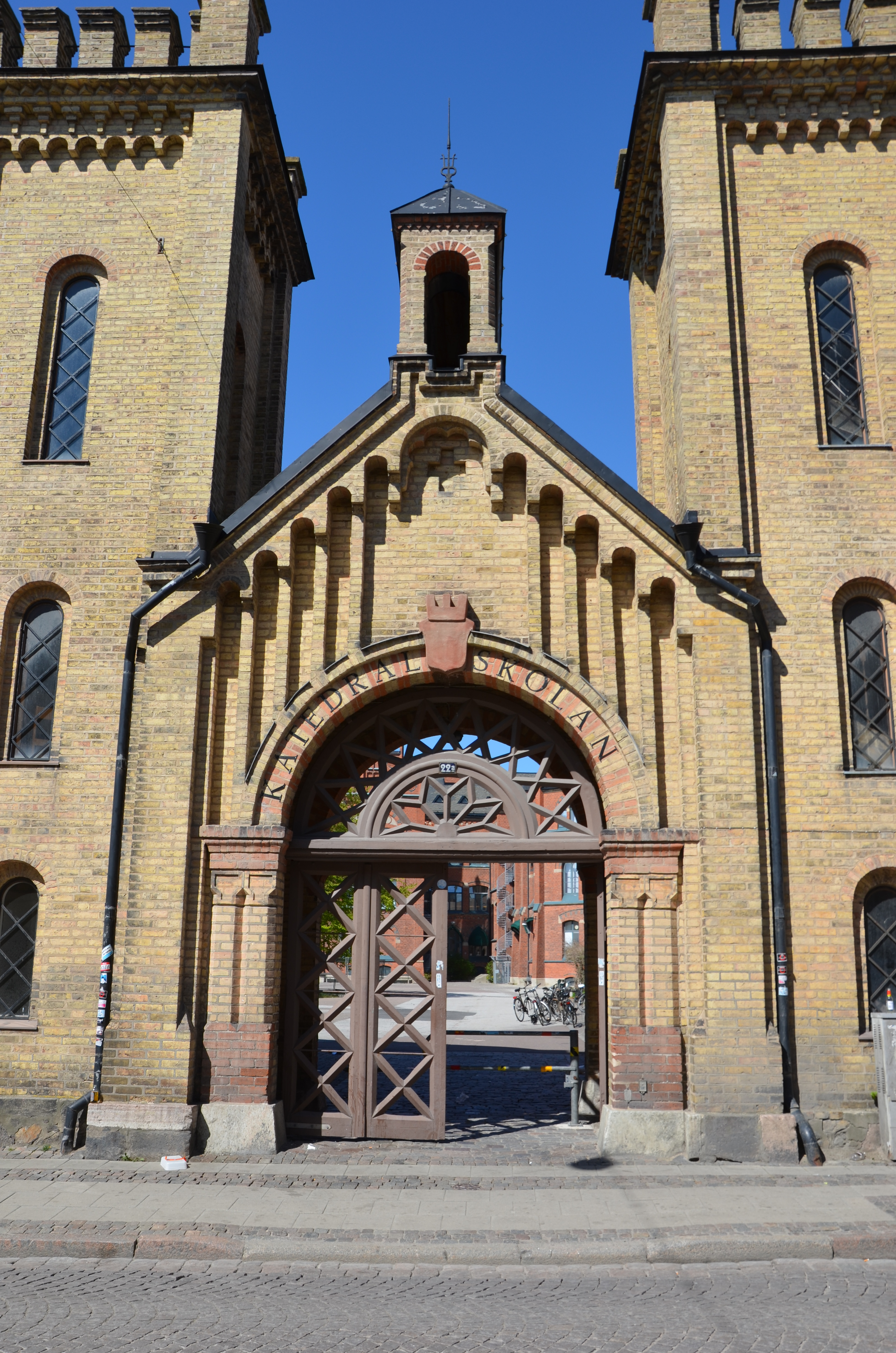
Katedralskolans port

Stora Södergatan är en gata i centrala Lund. Den nästan 700 meter långa gatan går genom hela den södra halvan av Lunds stadskärna från Stortorget ner till Södertull och den forna stadsvallen där den sammanstrålar med Södra Esplanaden och Gyllenkroks allé för att övergå till att bli Malmövägen. Kyrkogatan heter gatan som går norrut från Stortorget, och söderut börjar Stora Södergatan som på väg mot Södra Esplanaden passerar Kattesund, Västra Mårtensgatan, Lilla Tvärgatan, Drottensgatan, Svanegatan/Stora Tvärgatan, Magnus Stenbocksgatan och Tullgatan.
Gatan hade länge en karaktär av "torggata" med handel och låg bebyggelse ändå in på 1900-talet. Under 1800-talet hade man börjat bygga högre hus på vissa tomter. Under 1900-talet har gatan genomgått omfattande förändringar. Under 1930- och 1940-talet fanns planer på att bredda gatan som till stor del genomfördes i dess södra del. Här finns nu gott om hyreshusbebyggelse.

## Byggnader utmed Stora Södergatan
- Stora Södergatan 6 Stäket  55°42′04″N 13°11′31″Ö / 55.701077227835°N 13.1919732446674°Ö
- Stora Södergatan 22 Katedralskolan  55°42′01″N 13°11′24″Ö / 55.70028°N 13.19000°Ö
- Stora Södergatan 24 Karl XII-huset  55°41′58.90″N 13°11′27.79″Ö / 55.6996944°N 13.1910528°Ö
- Stora Södergatan 39 Svenska Bindgarnsfabriken 55°41′57.36″N 13°11′28.04″Ö / 55.6992667°N 13.1911222°Ö
- Stora Södergatan 45 (tidigare) Sankt Stefans kyrka

## Bildgalleri

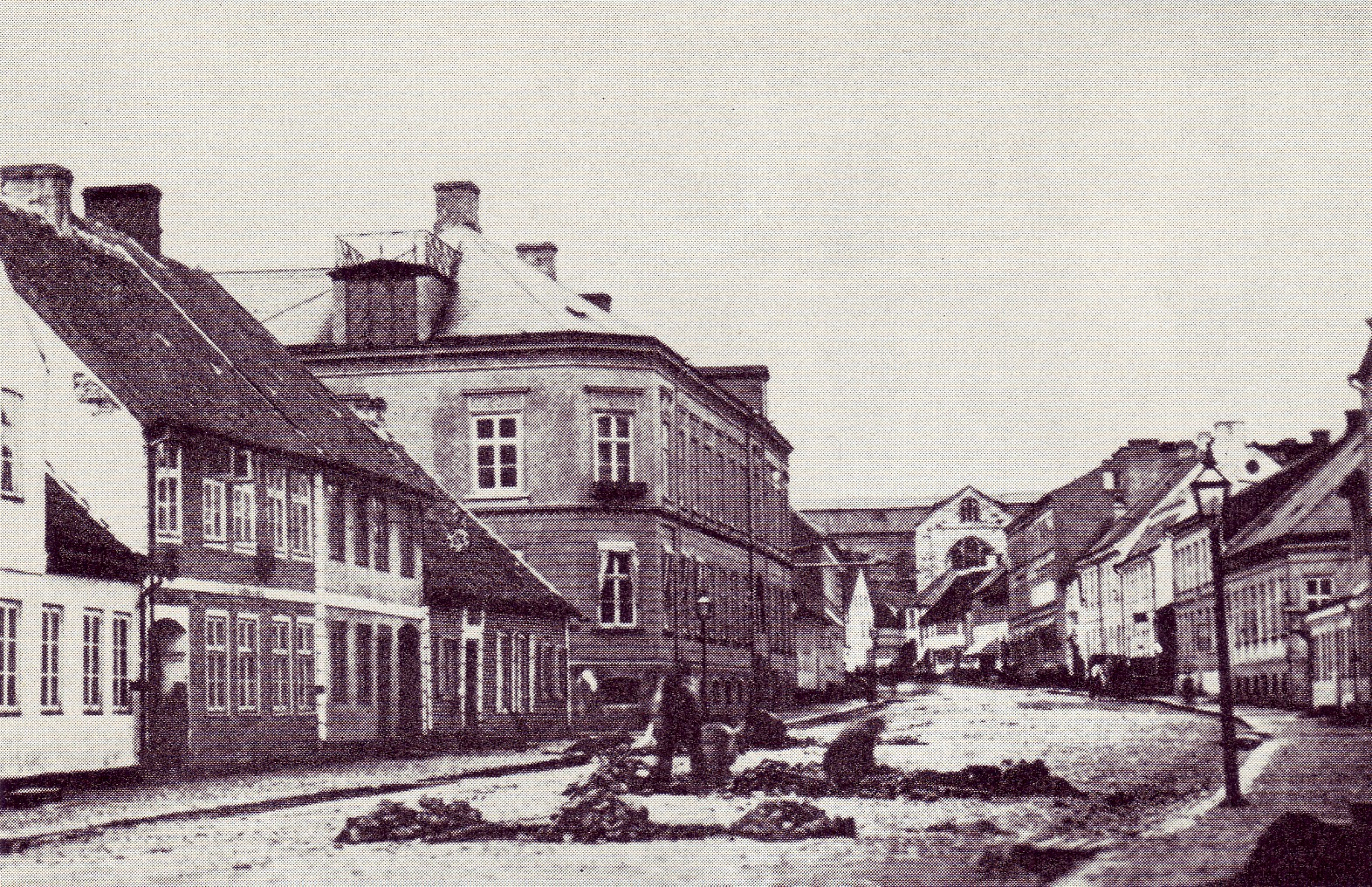
Stora Södergatan på 1880-talet. Foto: B.A. Lindgren
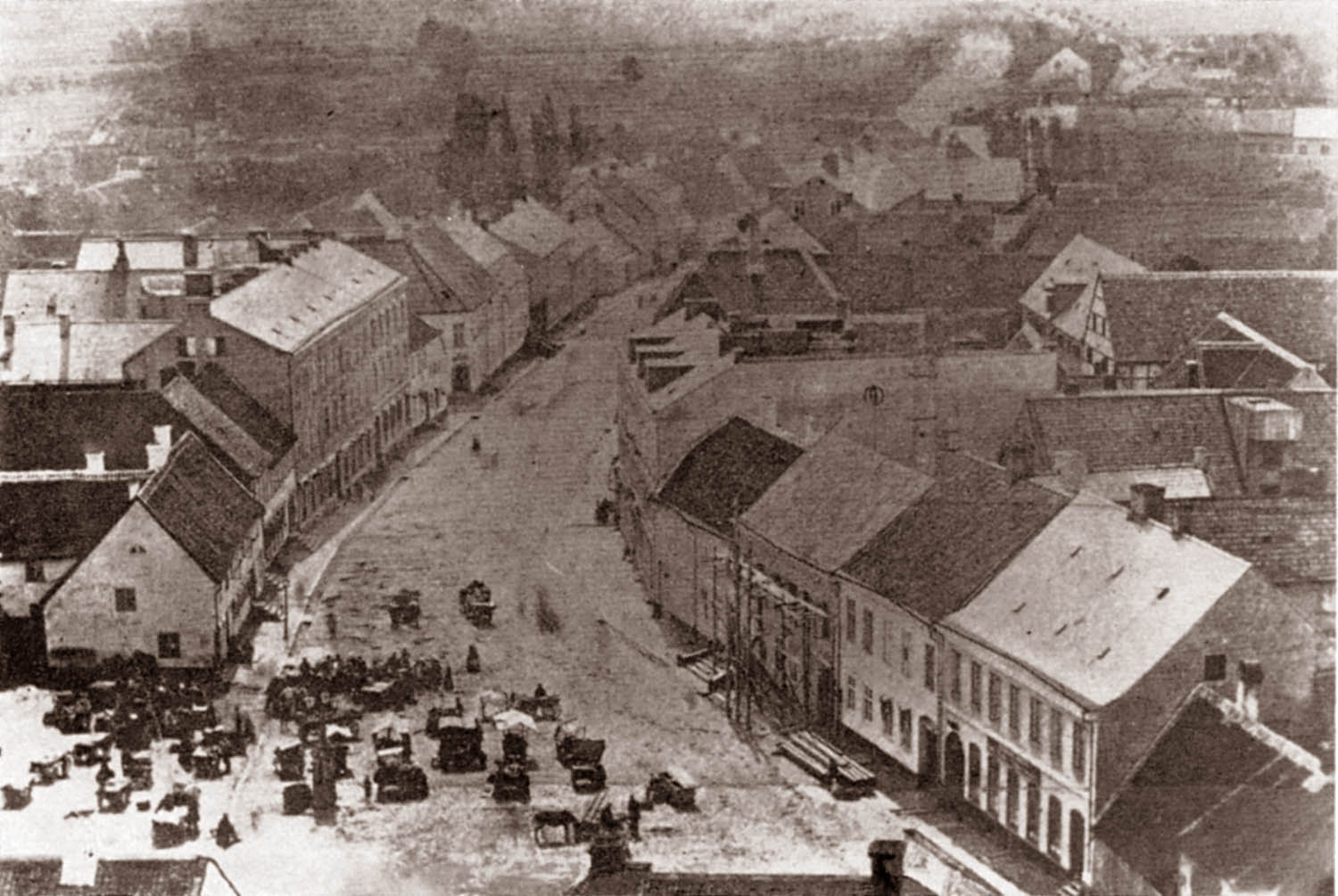
Stortorget och Stora Södergatan på 1870-talet. Foto: B.A. Lindgren
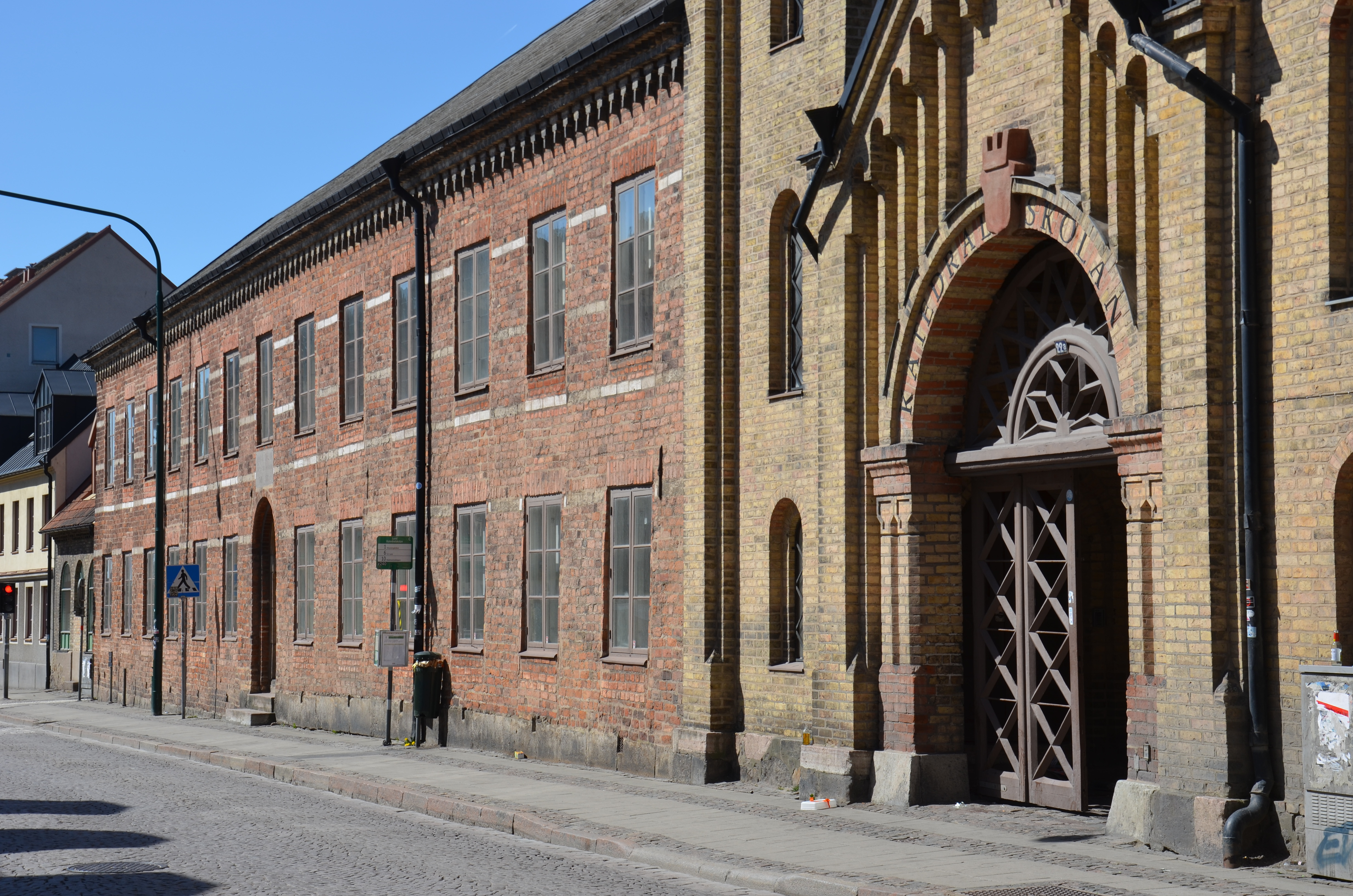
Stora Södergatan vid Karl XII-huset
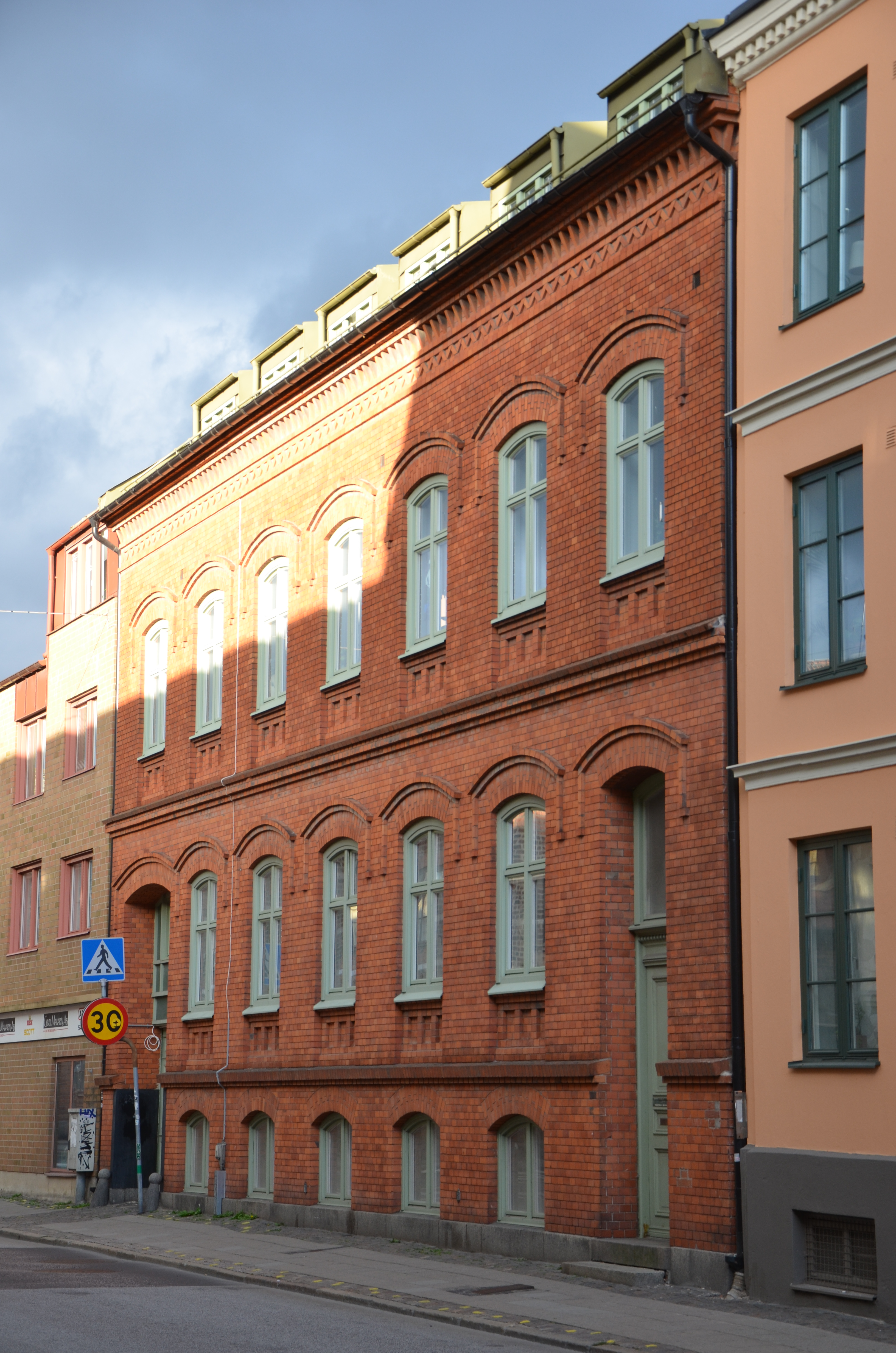
Svenska Bindgarnsfabriken